# 祝弘舒
祝弘舒（1472年—？），字文安，四川成都府溫江縣人，軍籍，明朝政治人物。

## 生平
四川鄉試第二十四名舉人。正德六年（1511年）中式辛未科會試第一百六十九名，登第三甲第一百四十六名進士。授太平县知县，官至楚雄府知府。

## 家族
曾祖祝桂春；祖父祝思清；父祝□，母鄭氏；繼母郝氏。永感下。